# Pont de la Mer (Valence)
Le Pont de la Mer (ou Puente del Mar en espagnol) est un pont pour piétons qui traverse en diagonale le lit de la rivière Turia, reliant la Plaza de América et le Paseo de la Alameda, dans la ville espagnole de Valence.

## Histoire
C'est le plus oriental des cinq ponts historiques de la ville. Le premier pont connu doit avoir été construit au XIVe siècle, puis construit en bois. Les dommages causés à cette structure par les différentes crues de la rivière Turia ont obligé à commencer en 1425 la construction d'une structure plus robuste, qui avait déjà des fondations et des piliers en pierre.
Malgré ce renforcement, la crue de 1589 le dévasta complètement. En 1591, la municipalité décida d'en construire une entièrement en pierre, dont la conception fut confiée à Francesc Figuerola. Les travaux furent achevés en 1596. Il possédait déjà dix arcs voûtés en ogive et un manoir qui protégeait la croix du pont maritime.
En 1677, il fut décidé de construire une autre maison pour la sculpture de San Pascual Bailón, et en 1720, il fut décidé de remplacer la croix, endommagée par la foudre, par l'image de la Virgen de los Desamparados sculptée par Francisco Vergara l'aîné.

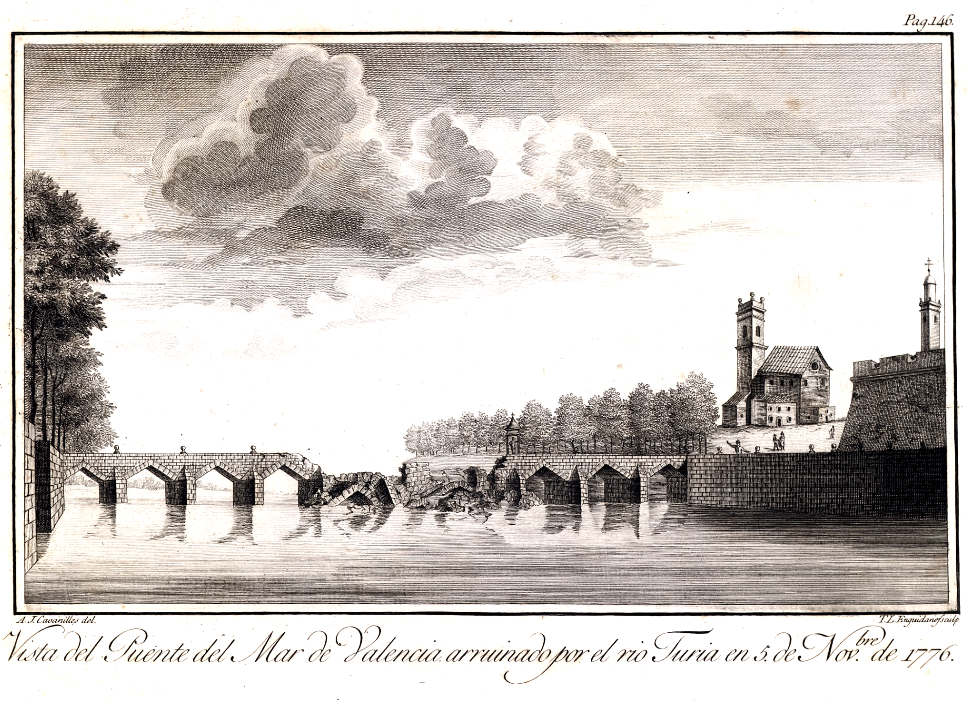
Le pont de la Mer endommagé par la crue de 1776.

Cependant, une nouvelle crue fit tomber les arcs centraux et la maison de la Vierge. Elle a été reconstruite par l'architecte Ignacio Miner. En outre, l'image de San Pascual a été restaurée, pour laquelle une nouvelle maison a été construite à l'image de celle construite pour la Vierge, dont la nouvelle sculpture a été l'œuvre de Francisco Sanchis.
En 1876, la ligne de tramway vers Grao commença à traverser le pont et fut électrifiée en 1900. Compte tenu du fort trafic, son extension fut proposée. Cependant, finalement, en 1926, la construction du nouveau pont d'Aragon fut décidée, grâce à laquelle le pont maritime fut libéré de la circulation.
L'architecte Javier Goerlich était chargé de concevoir la piétonisation du pont. Pour surmonter la pente, Goerlich a aménagé deux escaliers ondulants, complétés par quatre bancs chanfreinés et les penacles qui composent l'image actuelle du pont.
Les images ont été détruites en 1936. Elles ont été remplacées dans les années 1940, José Ortells López étant chargé de sculpter la nouvelle image de San Pascual Bailón, et Vicente Navarro Romero de la Virgen de los Desamparados, et elle a été pavée de tuiles rodeno.

## Galerie d'images

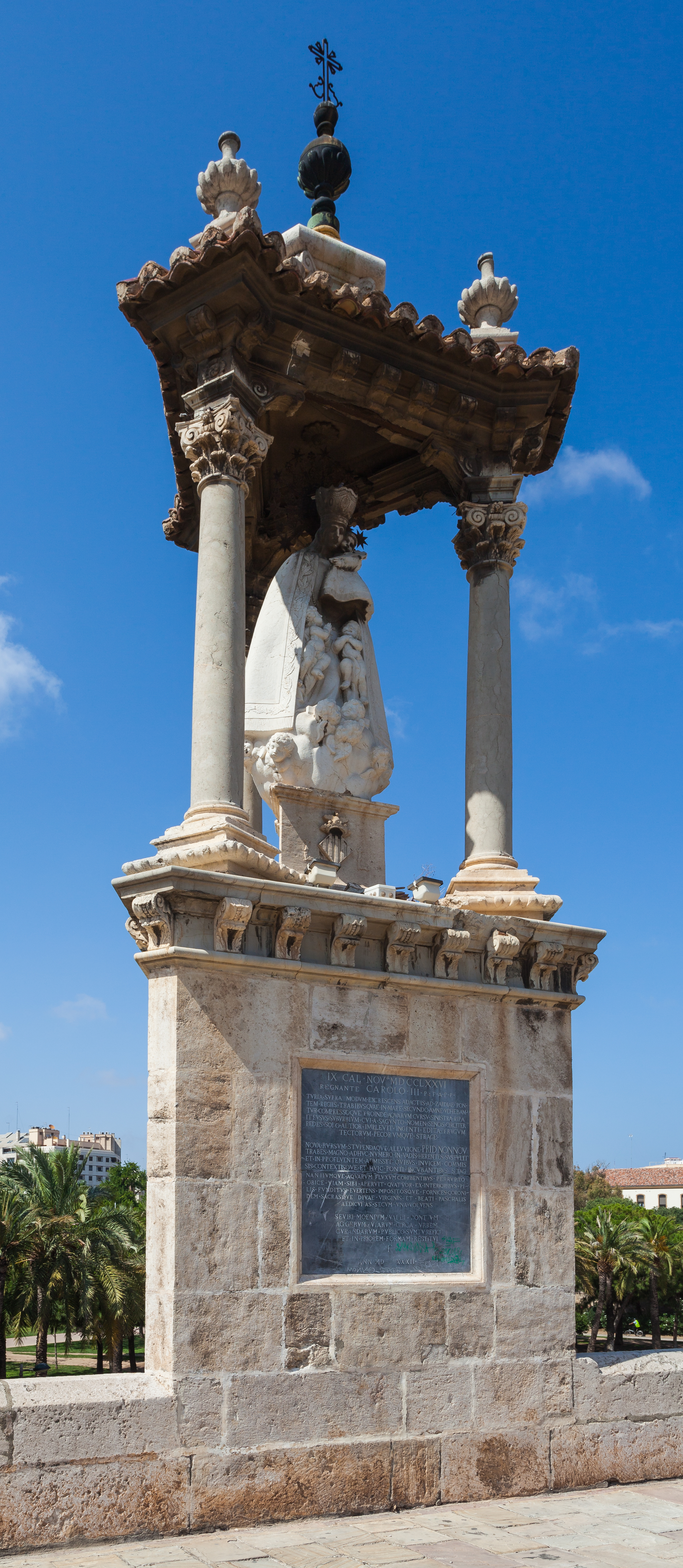
Petit temple.
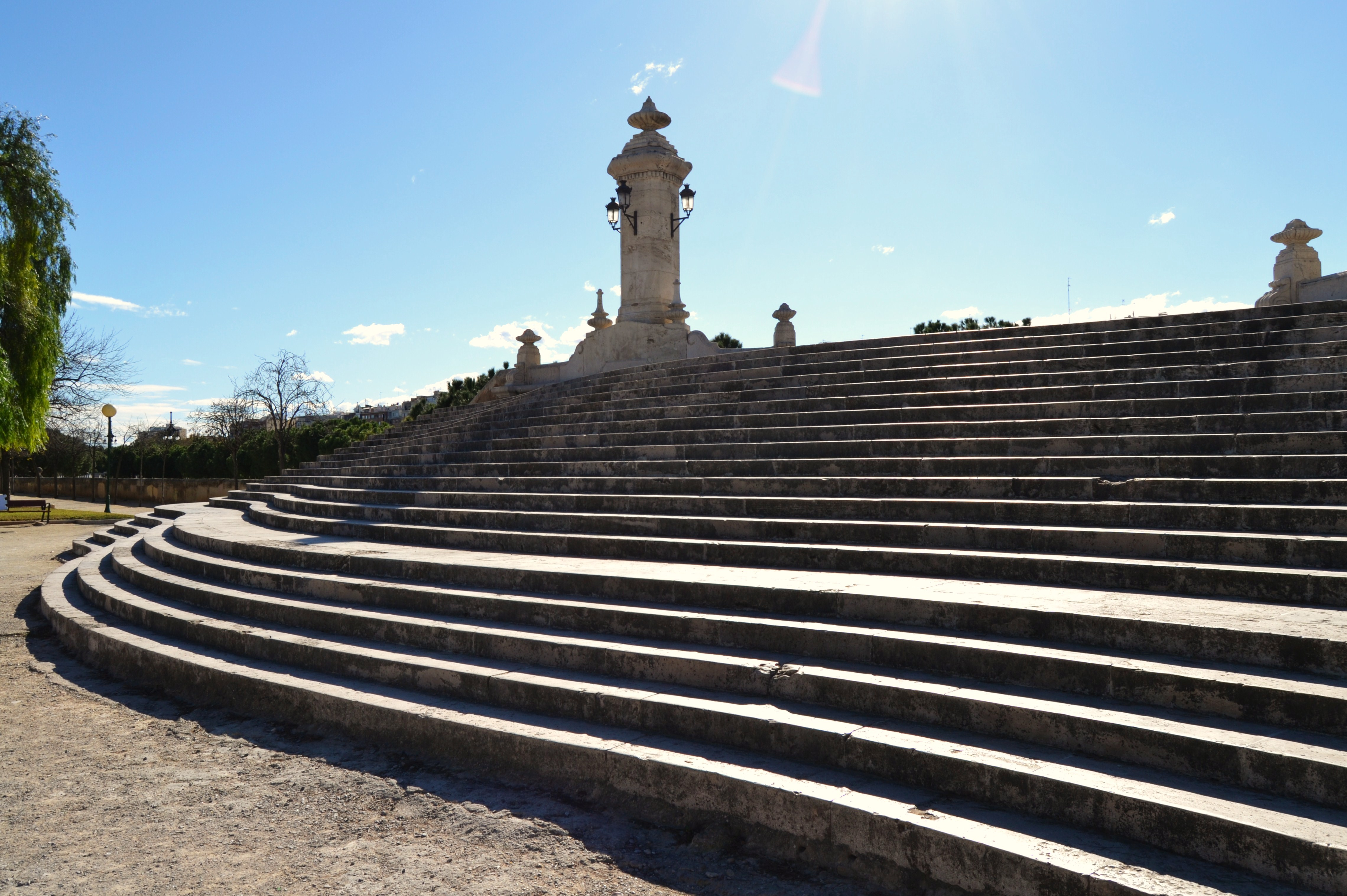
Escaliers conçus par J. Goerlich.
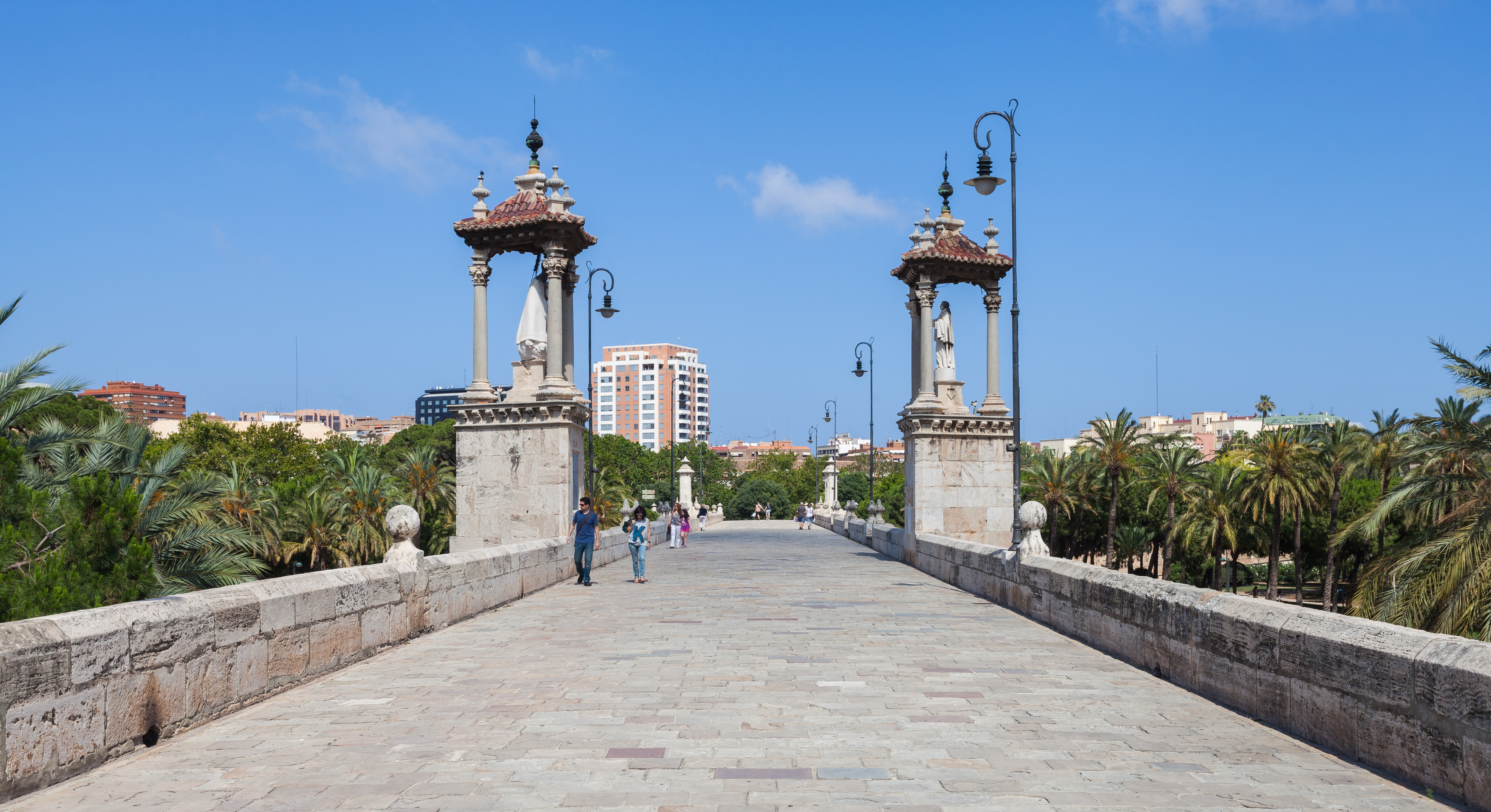
Vue du pont.
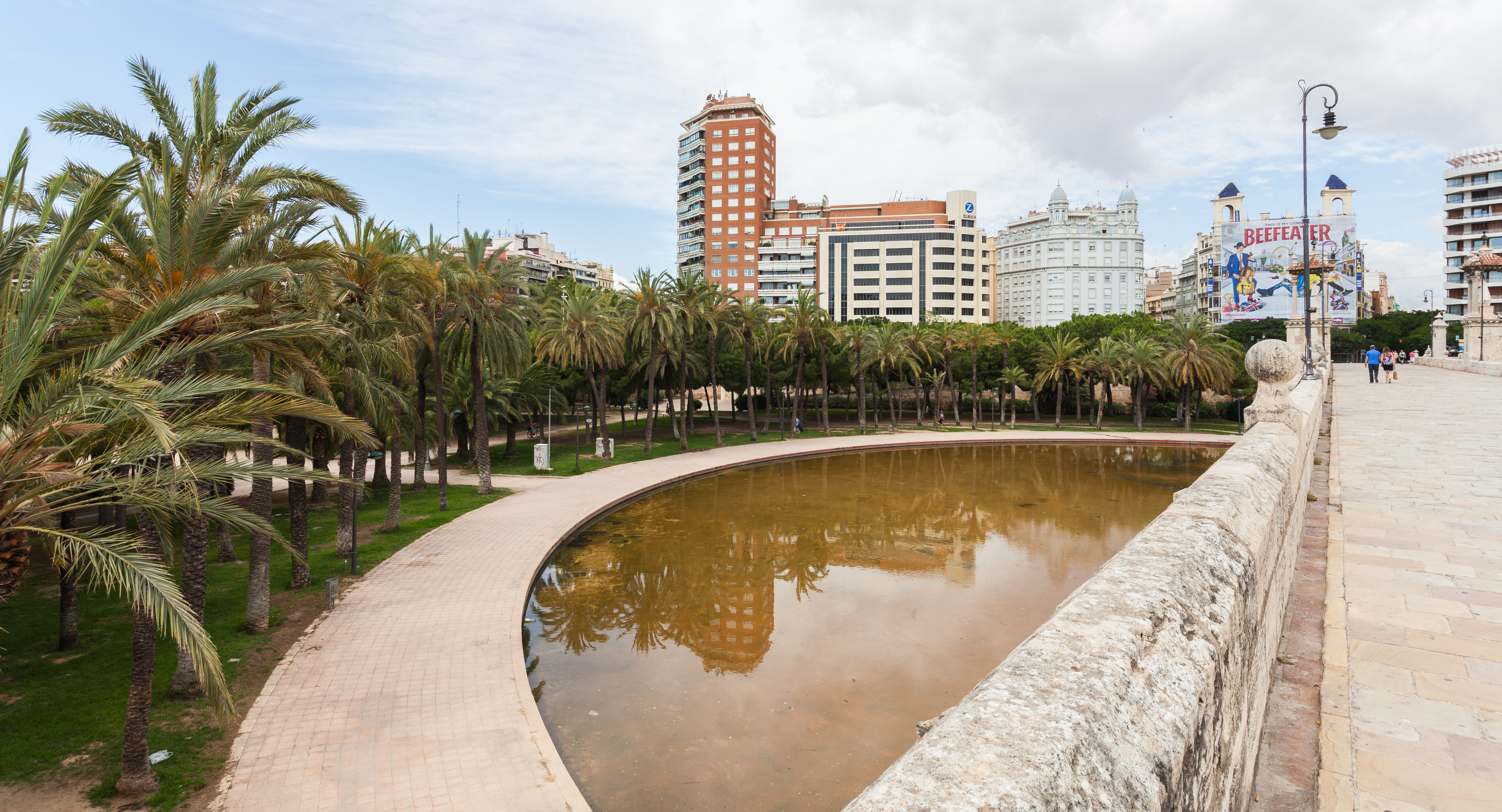
Vue du parc depuis le pont.